# Raix

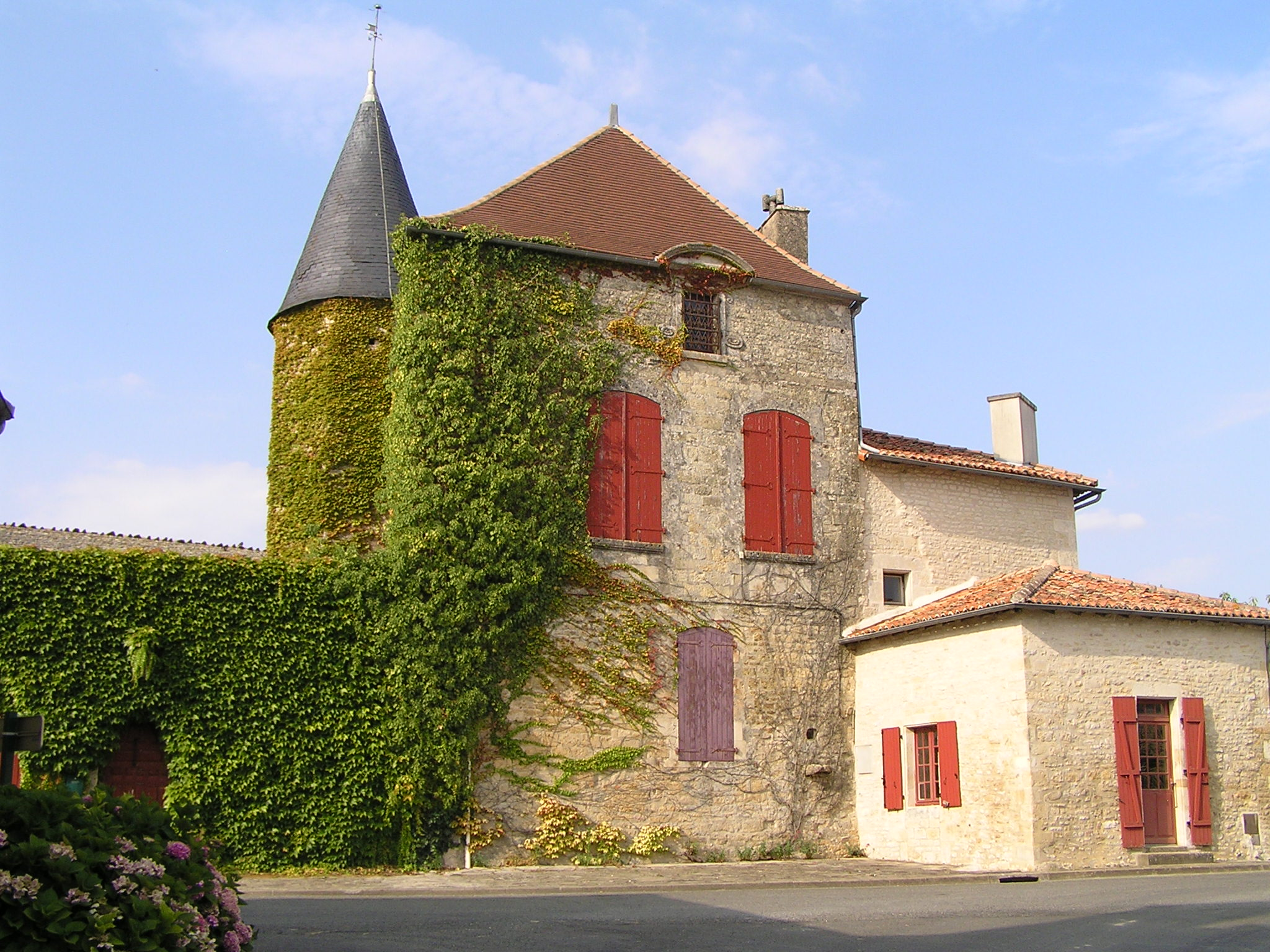
Kasteel van Raix

Raix is een gemeente in het Franse departement Charente (regio Nouvelle-Aquitaine) en telt 152 inwoners (2004). De plaats maakt deel uit van het arrondissement Confolens.

## Geografie
De oppervlakte van Raix bedraagt 6,9 km², de bevolkingsdichtheid is 22,0 inwoners per km².
De onderstaande kaart toont de ligging van Raix met de belangrijkste infrastructuur en aangrenzende gemeenten.

## Geschiedenis
Het kasteel van Raix wordt al vernoemd sinds 1110.
De kasselrij van Raix omvatte de parochie Raix en een deel van de parochie Villefagnan en behoorde toe aan de Heer van Raix, die ook recht sprak in zijn gebied.

## Demografie
Onderstaande figuur toont het verloop van het inwonertal (bron: INSEE-tellingen).